# 冬虫夏草
冬虫夏草（学名：Ophiocordyceps sinensis译作中華线蟲草，藏語：དབྱར་རྩྭ་དགུན་འབུ་，威利转写：dbyar rtswa dgun 'bu，藏语拼音：Yarza Günbu）又稱蟲草、冬蟲草，是一種寄生於昆蟲的真菌，通常寄生於鱗翅目蝙蝠蛾科部分昆虫幼蟲體內生長。分布于中国的青海、西藏、四川、云南、甘肃以及尼泊尔、印度、不丹的部分靠近喜马拉雅山南麓的地区。见于高寒草甸、高山灌丛。其种加词“sinensis”意为“中华的”，乃中国地理标志产品。
冬蟲夏草是已知最早被記載的蟲草菌，早在公元863年的唐代就已出現在博物學家段成式的記載中。以往冬蟲夏草向來被认为可以「補肺益腎，止血化痰」。但是由于對人體有害的有機砷含量略高，2016年，中国国家食品药品监督管理总局已将冬虫夏草從保健食品類除名，并且含冬虫夏草的保健食品相关申报审批工作按《保健食品注册与备案管理办法》有关规定执行，未经批准不得生产和销售。

## 形态

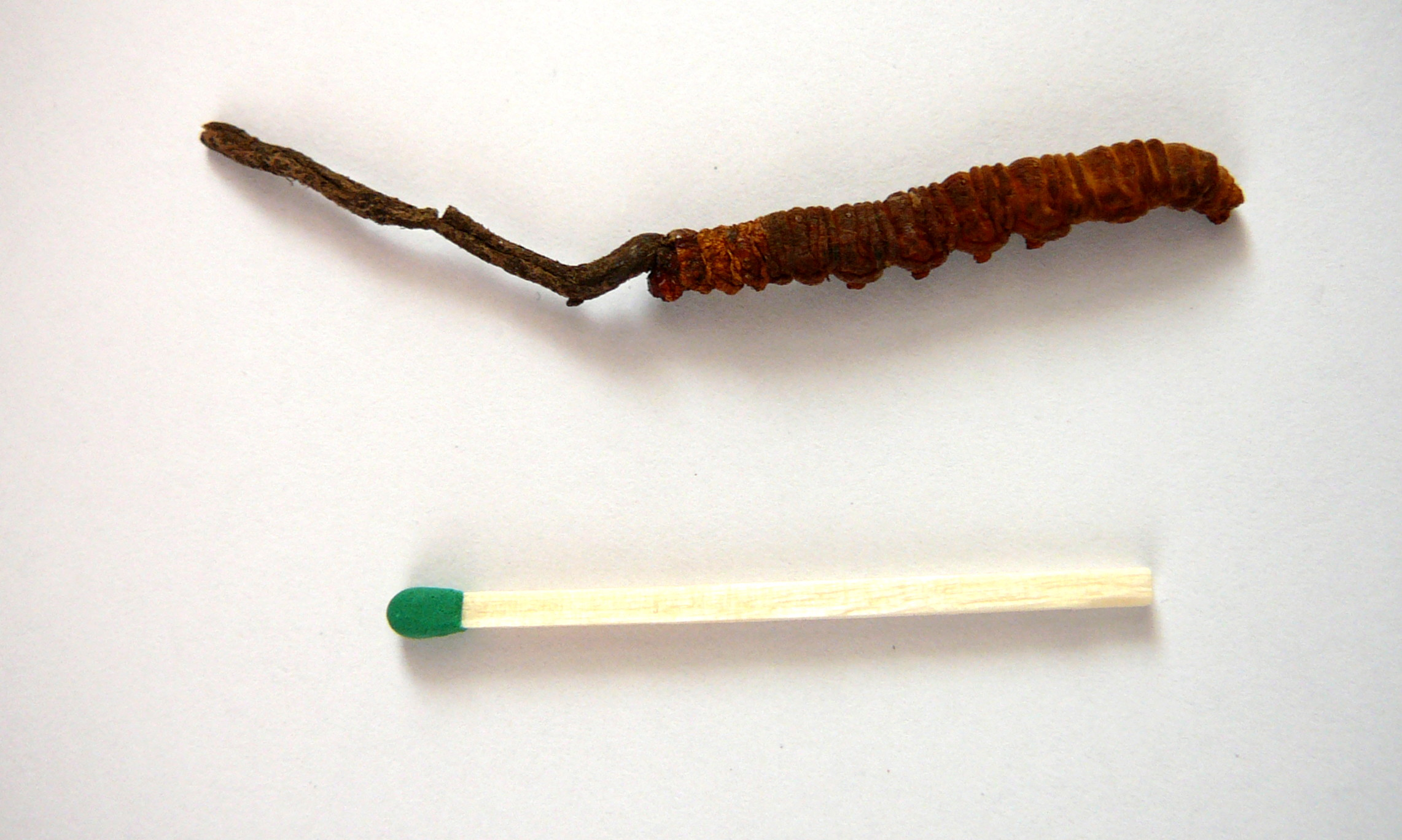
冬虫夏草与一根火柴的大小

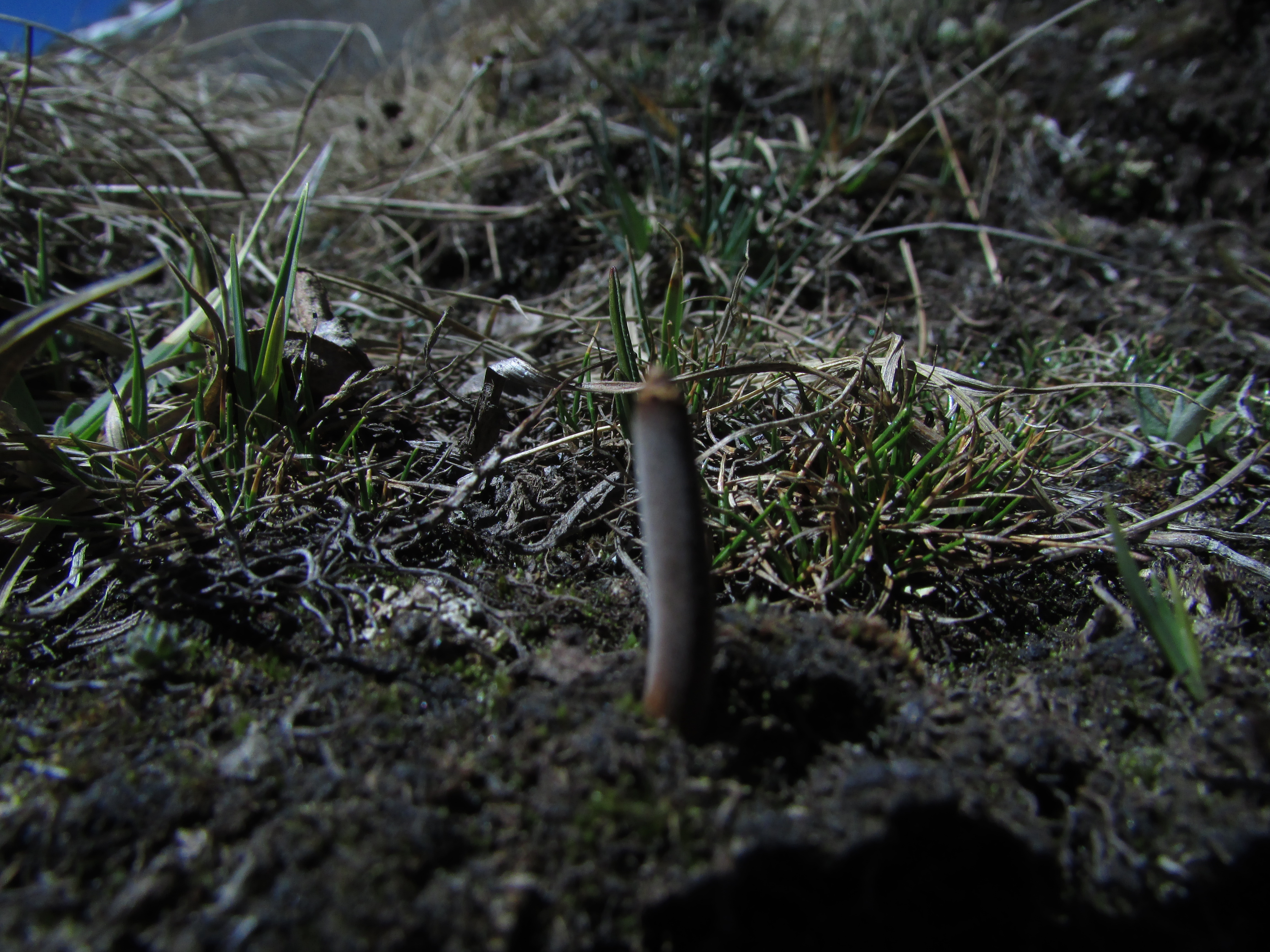
野生的菌孢

冬蟲夏草生長在海拔3000公尺至5000公尺的高山草地灌木帶雪線附近的草坡上。土裡的一種菌類孢子寄生於幼虫，在幼蟲體内生長，吸取其養分至死亡。到了冬季，蝙蝠蛾幼蟲被蟲草菌寄生死亡後，體內組織、外殼會與菌絲結合成堅硬的菌絲體，因為外表還是如幼蟲的外型，這時就被稱為「冬蟲」，經過一個冬天，到第二年春天來臨，菌類的菌絲開始生長，到夏天時從蝙蝠蛾幼蟲的頭部長出然後突出地面，外觀狀似植物，長出棒狀子囊座並且露出地面形成「夏草」，共同組成了一個完整的“冬蟲夏草”。菌孢把蟲體做為養分。虫体似蚕，长3-5cm，直径0.3-0.8cm；表面深黄色至黄棕色，有20～30条环纹，近头部环纹较细；头部红棕色；足8对，中部4对较明显；质脆，易折断，断面略平坦，淡黄白色。子座细长圆柱形，长4-7cm，直径约0.3cm；表面深棕色至棕褐色，有细纵皱纹，上部稍膨大；质柔韧，断面类白色。气微腥，味微苦。

## 保护
2020年7月9日，國際自然保護聯盟將其列入瀕危物種紅色名錄中的「易危」。威胁到种群数量衰退的主要因素是全球气候变化和过度采挖。
1999年被中国列为国家二级保护物种。

## 化學含量
药理学现代研究结果中，青海冬虫夏草含有虫草素约7%，碳水化合物28.9%，脂肪约8.4%，蛋白质约25%，脂肪中82.2%为不饱和脂肪酸，此外，尚含有维生素B12、生物碱等。冬虫夏草实际上含有的成分有：氨基酸、甘露醇、腺苷、麦角固醇、硬脂酸、生物碱和有机酸。
2016年2月4日，中国国家食品药品监督管理局发布《总局关于冬虫夏草类产品的消费提示》，指出“检验的冬虫夏草、冬虫夏草粉及纯粉片产品中，砷含量为4.4～9.9 mg/kg”并提示“存在较高风险”。

## 用途
主要作为珍稀食药用菌，在青藏高原及周边地区有着悠久历史。

### 功效争议

虫草素的结构简式

冬虫夏草正式作为药物载入书典，是从清朝出版的《本草从新》开始，指出冬虫夏草的作用是“甘平保肺，益肾止血，化痰，已劳嗽”。之后，冬虫夏草与人参、鹿茸一起并称三大名贵滋补药材，享有极大的盛名。
但是，冬虫夏草是否含有有效成分一直饱受专业人士诟病，虫草酸被认为是冬虫夏草的功效成分或标志性成分，但其实虫草酸就是甘露醇，是一种非常普通而便宜的化工产品，被广泛用于食品、药物当中。
同时，多项研究表明冬虫夏草中并不含有發現於蛹蟲草菌的虫草素（Cordycepin）。2017年发表于《Cell Chemical Biology》的研究完全阐明了虫草素的合成机理，并确认中华线虫草不会合成虫草素，也不会合成同时产生的、具抗癌功效的喷司他丁。文章所发现所检查物种中，仅有虫草花及其近亲九州虫草Cordyceps kyusyuensis产生此物质。更早表示冬虫夏草含虫草素的文章是直接使用了市售冬虫夏草，没有用任何方式验证其物种真伪，因此不能排除测量的实际上是某种产生虫草素的广义“虫草”菌。

### 销售

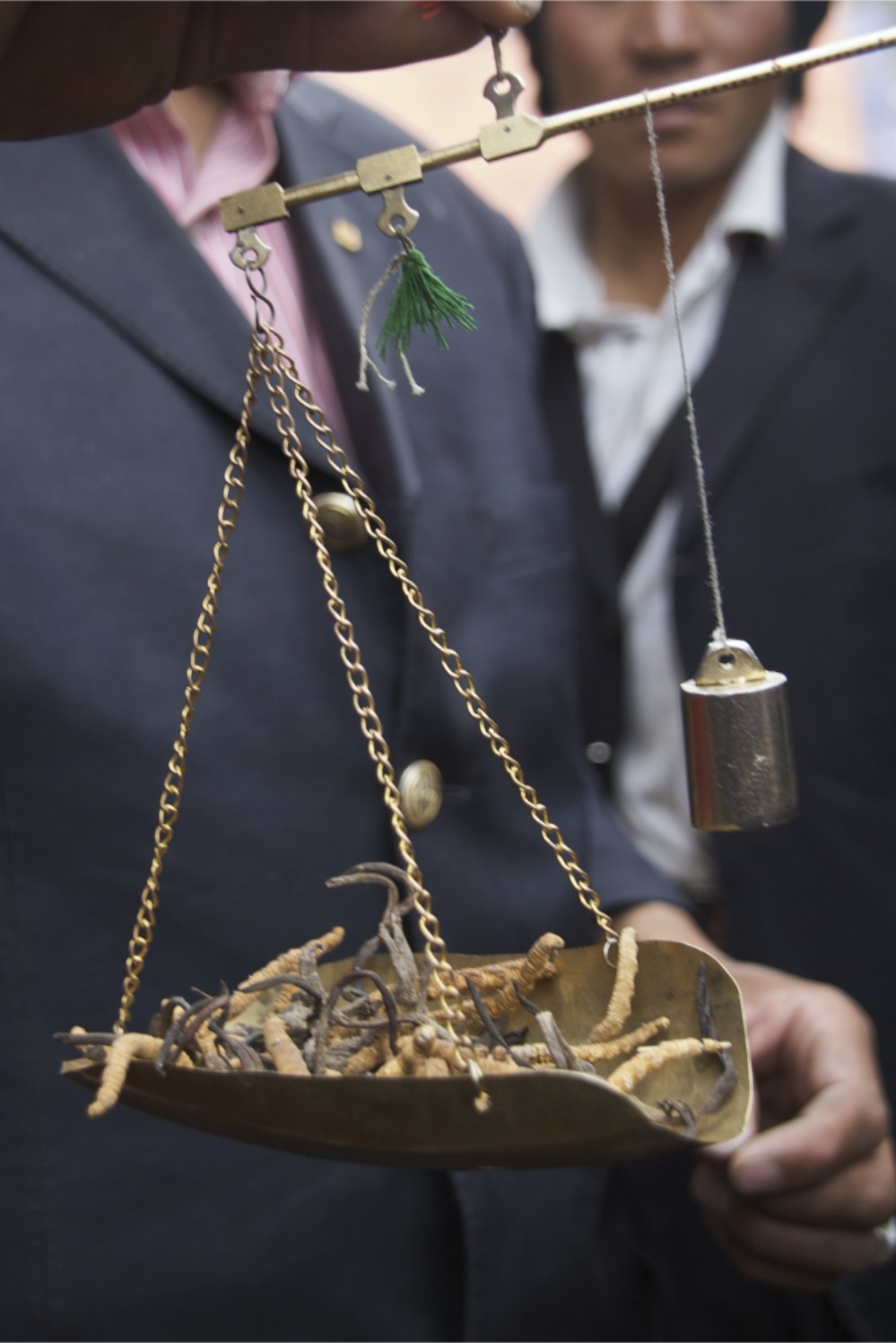
青海中央市场上的冬虫夏草

蟲體一般為四至五公分，這時的蟲草稱為“頭草”，品質最好；第二天菌孢長至蟲體的兩倍左右，稱為“二草”，品質次之。因为僵化後會長出根鬚，所以被稱作「冬蟲夏草」。採集後的蟲草會按其重量、色澤及大小等分為五大等級，即：王中王、蟲草王、一級、二級、三級蟲草。
1. 王中王：每台斤含數量900條（或以下）條冬蟲夏草。
2. 蟲草王：每台斤含1000-1400條冬蟲夏草。
3. 一級蟲草：每台斤含1500-1900條冬蟲夏草。
4. 二級蟲草：每台斤含2000-2400條冬蟲夏草。
5. 三級蟲草：每台斤含2500條以上冬蟲夏草。

## 野外采集

### 经济影响
在农村藏区，冬虫夏草已成为最重要的现金收入来源。2004年，该真菌为当地家庭贡献了40%的年度现金收入，占GDP的8.5%。价格持续上涨，尤其是自1990年代末以来。2008年，一公斤交易价格从3,000美元（最低质量）到超过18,000美元（最佳质量，最大幼虫）不等。2009年，青藏高原的年产量估计为80-175吨。喜马拉雅山区的冬虫夏草产量可能不超过几吨。
2004年，在尼泊尔，一公斤虫草的价值估计为30,000至60,000尼泊尔卢比，在印度约为10万卢比。2011年，在尼泊尔，一公斤虫草的价值估计为350,000至450,000尼泊尔卢比。2012年一篇BBC文章指出，在印度北部村庄，单个虫草价值150卢比（约2英镑或3美元），超过体力劳动者的日工资。2012年，一磅顶级质量的冬虫夏草零售价已达到50,000美元。

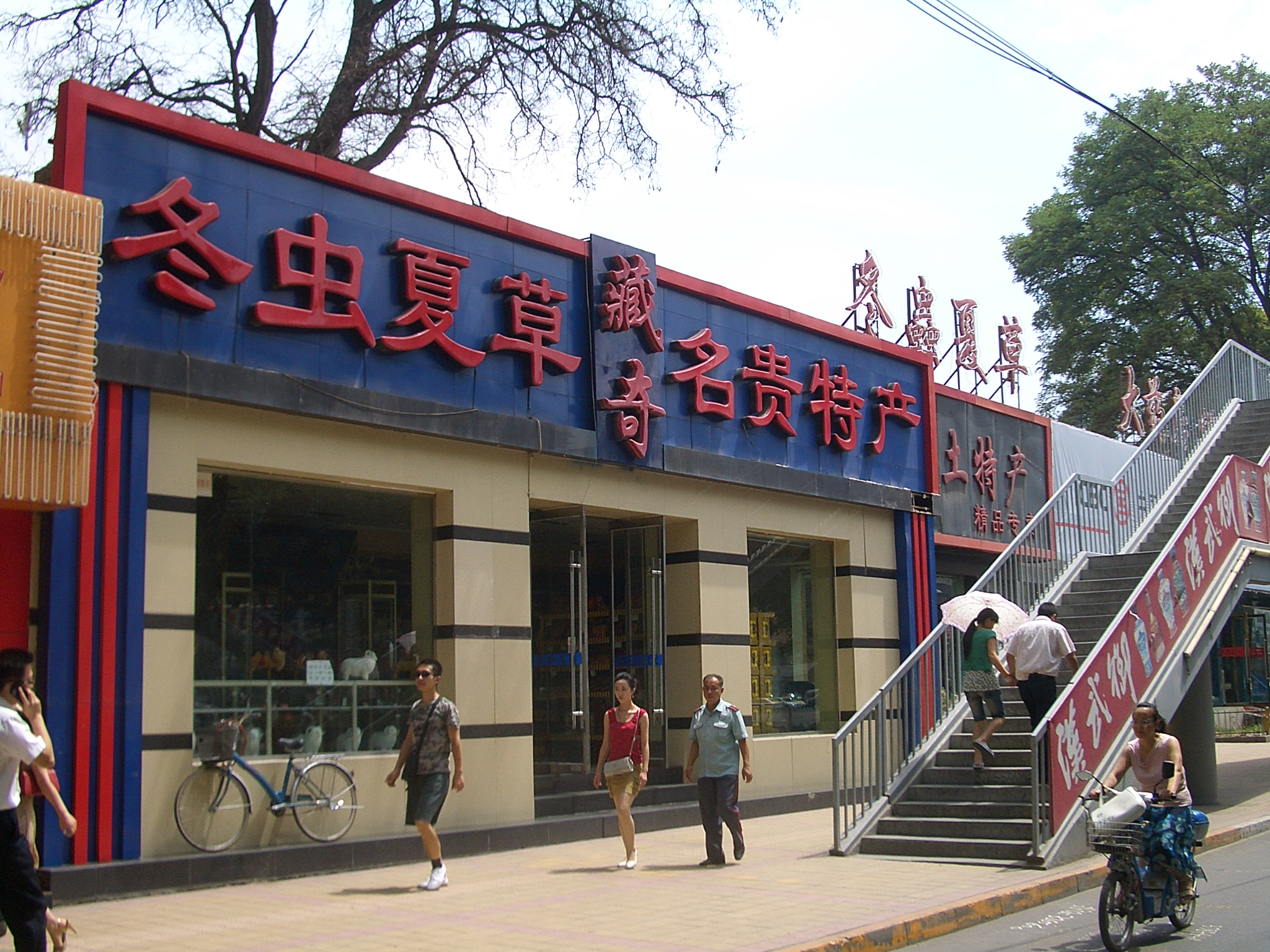
兰州市一家店铺广告宣传冬虫夏草（中华线虫草）和其他当地特产。

据报道，冬虫夏草的价格在青藏高原上大幅上涨，1998年至2008年间上涨约900%，年均增长超过20%（扣除通胀因素）。大只虫草的价值增长比小只虫草的更为显著，这是因为消费者认为大只的质量更好。
| 年份     | 价格涨幅         | 人民币元/公斤   |
| -------- | ---------------- | --------------- |
| 1980年代 |                  | 1,800           |
| 1997年   | 467%（包括通胀） | 8,400           |
| 2004年   | 429%（包括通胀） | 36,000          |
| 2005年   |                  | 10,000–60,000   |
| 2013年   |                  | 125,000–500,000 |

2016年左右，不丹也开始出口冬虫夏草。分子生物学已确认不丹的冬虫夏草确实是中华线虫草，通过测量标志成分的含量也证明其质量与西藏的相当。

### 社会影响
由于其高价值，村落间为争夺其草地栖息地的冲突已成为当地政府的一大难题，多起案例中有人丧生。2011年11月，尼泊尔一家法院判决19名村民谋杀罪名成立，原因是在争夺这种珍贵的真菌时杀害了一群农民。2009年6月，七名农民在偏远的北部馬南縣前往采集雅尔恰冬虫（Yarchagumba）时被杀害。
其价值使其在尼泊尔内战中发挥了作用，尼泊尔共产党（毛主义中心）和政府军每到6-7月的采收季节就会争夺这一利润丰厚的出口贸易的控制权。在尼泊尔采集虫草直到2001年才合法化，现在需求最高的国家包括中国、泰国、越南、韩国和日本。到2002年，这种药材的价值达到每公斤105,000卢比（1,435美元），使政府能够收取每公斤20,000卢比（280美元）的特许权使用费。

### 生态影响
寻找冬虫夏草常被认为会威胁其生长地青藏高原的环境。虽然它已被采集了数百年，并在这些地区仍然常见，但当前的采集率远高于历史时期。
在印度，冬虫夏草采集者在林线附近砍伐燃料木材，已造成糙皮桦等树种的种群显著减少。

## 培植
中華线蟲草的菌丝体现在有人工培植，产品叫做发酵冬虫夏草菌粉，价格低廉。
使用昆虫幼虫培植，含子实体（伸出的“草”部分）的虫草也已在中国商业化。需要给幼虫接种菌丝之后放入一个模拟高原气候和光照的环境成长。（在2016年研发出模拟环境的方法前，是靠把接种后的虫放在高原有野生冬虫夏草生长的地方去长成。）
另外也有用培养基培育含子实体的虫草的，但外形和传统种类有差异。2015年发现用大米培养基在低海拔地区产生子实体的方法。

## 其他“虫草”物种
东亚和世界各地都存在很多种其他拟寄生于蝙蝠蛾科昆虫，子实体形态类似的真菌，用途和部分成分也类似。例子有：
- 涼山蟲草 Ophiocordyceps liangshanensis：传统叫“麦秆虫草”。尼泊尔有形态类似的虫草，但分子生物学上可以看出不是同种。凉山虫草应是线虫草属，而尼泊尔的则是亚虫草属。[11]
- 蝙蝠蛾虫草Samsoniella hepiali（原蝙蝠蛾拟青霉Paecilomyces hepiali）：1989年在青海采集的一些“冬虫夏草”发现含本品。现有菌丝培植，用于“金水宝”系列药品和260多种保健品，中国市场达百亿元。[29]含虫草素。
- 古尼掘氏梅里霉Drechmeria gunnii：“亚香棒虫草”，在贵州、湖南常用。有栽培研究。[27]

此外还有多种传统上就知道不是冬虫夏草（宿主不同），但应用类似的“虫草”：
- 下垂线虫草 Ophiocordyceps nutans：宿主是臭虫，传统有使用。[30]
- 细脚虫草Cordyceps tenuipes即细脚拟青霉Paecilomyces tenuipes：宿主是蛾子。传统有使用。含有乙酰氧基藿香二醇、过氧化麦角固醇。[30]在日本、韩国有商业化培植。[31]中国有栽培研究。[27]
- 蟲草花 Cordyceps militaris：宿主是蛾子。传统有使用。中国、台湾、越南、印尼有子实体培植。含虫草素。[30]是中国新食品原料。[27]
- 蟬花Cordyceps chanhua：宿主是蝉。中国有商业化栽培，是中国新食品原料。[27]
- 广东弯颈霉Tolypocladium guangdongense：2008年发现，有商业化栽培，是中国新食品原料。[27]

中国的广义虫草（Cordyceps sensu lato；或小写"cordyceps"）至少有299种。

## 延伸阅读
[在维基数据编辑]
 《植物名實圖考·冬蟲夏草》，出自吳其濬《植物名實圖考》
Lu, D. . Palgrave Macmillan. 2023: 1–294  [2023-02-22]. ISBN 978-3-031-24722-4. （原始内容存档于2023-02-21）.

## 外部連結
- 冬蟲夏草菌 Dongchongxiacaojun （页面存档备份，存于） 藥用植物圖像數據庫 (香港浸會大學中醫藥學院) （中文）（英文）
- 冬蟲夏草 中藥材圖像數據庫  (香港浸會大學中醫藥學院) （中文）（英文）
- 冬蟲夏草 Dong Chong Xia Cao （页面存档备份，存于） 中藥標本數據庫 (香港浸會大學中醫藥學院) （繁體中文）（英文）
- 蟲草素 Cordycepin （页面存档备份，存于） 中草藥化學圖像數據庫 (香港浸會大學中醫藥學院) （中文）（英文）
- Cordyceps （页面存档备份，存于） （英文）
- Chinese Cordyceps (Cordyceps sinensis) （英文）